# Brienz-Rothorn-Bahn

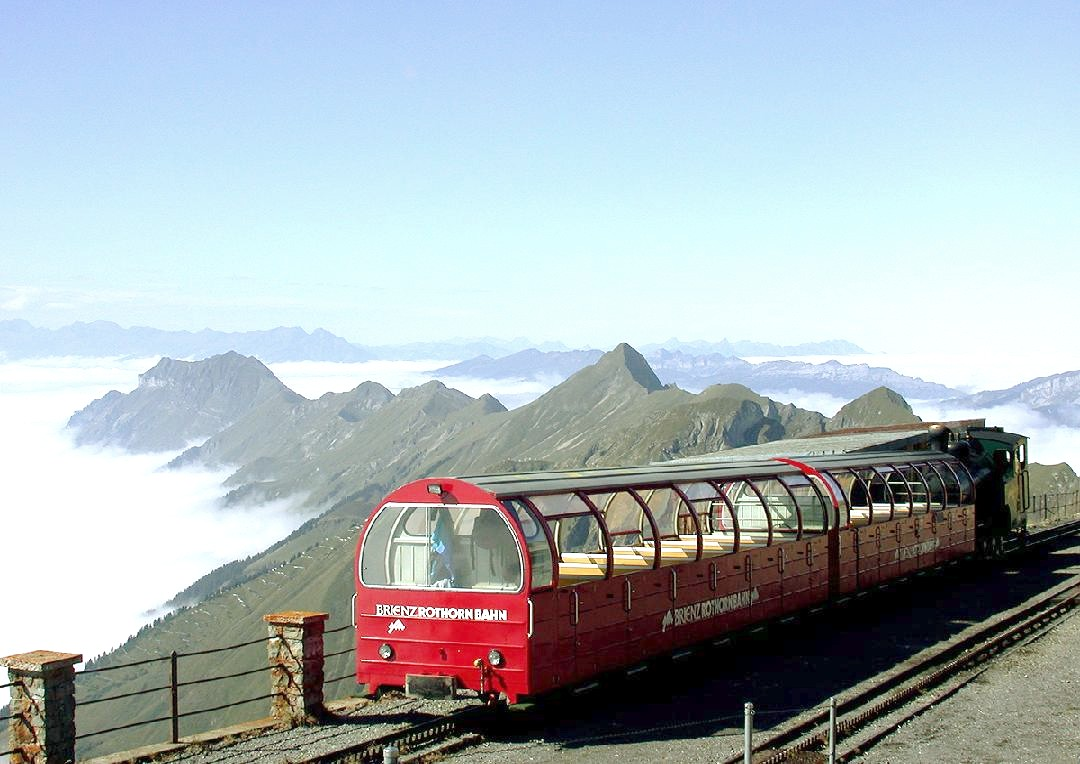
Een trein met nieuwe panoramische treinwagons

De Brienz-Rothorn-Bahn (BRB) is een tandradbaan (systeem Abt) in Zwitserland, die elk jaar alleen in de zomer (van begin mei tot eind oktober) van Brienz naar de Brienzer Rothorn rijdt.

## Geschiedenis
Nadat twee vroegere project voor de bouw van een hotel op de Rothaus mislukt  waren, plande rond 1889/90 de in Luzern woonachtige Duitse ingenieur Alexander Lindner met ondersteuning van toeristisch geïnteresseerde Brienzers het bergspoor. Op dat moment zou het spoor het grootste hoogteverschil van een bergspoor overwinnen. Als bouwheer en architect kwam Theodor Bertschinger uit Lenzburg de groep versterken. Tijdens de maar 16 maanden durende bouwtijd tussen de zomer van 1890 en de herfst van 1891 werden tot 640 bouwvakkers, meestal Italianen, ingezet.
Het spoor werd op 17 juni 1892 geopend. Het kwam al snel in de financiële problemen. Dat kwam mede door de opening van onder andere de Schynige Platte-Bahn in 1893 en delen van de Jungfraubahn in 1898 en ook door Eerste Wereldoorlog. Op 9 augustus 1914 werd de bedrijfsvoering gestopt en de spoorlijn stilgelegd. Het spoor kreeg in september 1916 van de Bond de vergunning om de spoorinstallatie af te breken. Terwijl het bestuur de sloopkosten had moeten voorschieten, bleef de afbraak achter ondanks het tekort aan materiaal door de oorlog.
In 1931 waagden geldschieters de heropening van het traject. De sporen waar ondanks de lange bedrijfspauze nog in goede staat. Later heeft men bewust de beslissing genomen om het traject niet te elektrificeren, waardoor het een bijzondere attractie werd. De Brienz-Rothorn-Bahn is nu, naast de Dampfbahn Furka-Bergstrecke, de enige spoorlijn met stoomaandrijving met een vaste dienstregeling.
De aan het stoombedrijf gerelateerde onderhouds- en exploitatiekosten zijn hoog, maar het bedrijf is toch financieel sterk. Hoewel de Algemene Vergadering van 21 juni 1968 eenstemmig besloot tot de ontmanteling van de BRB en over te gaan op de bouw van een kabelbaan is de tandradbaan gebleven. Het operationele concept van 1971 voorzag verbeteringen in de verhoging van de capaciteit door de aanschaf van drie diesellocomotieven. De zeven stoomlocomotieven uit de tijd van de oprichting en de heropening konden worden gespaard. Nieuwe stoomlocomotieven konden aanvankelijk niet worden verkregen omdat er vanuit de industrie te weinig belangstelling was.
Dit veranderde in 1988 toen aan de Schweizerische Lokomotiv- und Maschinenfabrik (SLM) in Winterthur opdracht gegeven konden worden tot de bouw van de nieuw ontwikkelde stoomlocomotieven met een groter vermogen. Met het 100-jarig jubileum nam de BRB in 1992 de olie bestookte Lok nr. 12 in bedrijf met ondersteuning van een vriendenvereniging. Drie volgende locomotieven kwamen er later bij.
Inmiddels is ook het spoorwegnet vernieuwd. Er werden rails en tandstangen met groter profiel in gebruik genomen. De normale bielzen werden door nieuwe bielzen in Y-Format vervangen.

## Trajectleiding
De lengte van het traject bedraagt 7,6 km en het spoor overwint tot 25% stijging over 1678 m in hoogte. De rijtijd is bij een maximale snelheid van 9 km/u ongeveer een uur. Het traject van de BRB begint in Brienz, op 566 meter hoogte, direct tegenover het treinstation van de Zentralbahn. Na het passeren van de Wellenbergbrücke gaat het traject door het Burgerwald (een loofbos) omhoog naar de 18 meter lange Schwarzefluetunnel. Kort daarop bereikt het spoor de kruisplaats Geldried (1019 m), waar  treinen elkaar kunnen kruisen. 

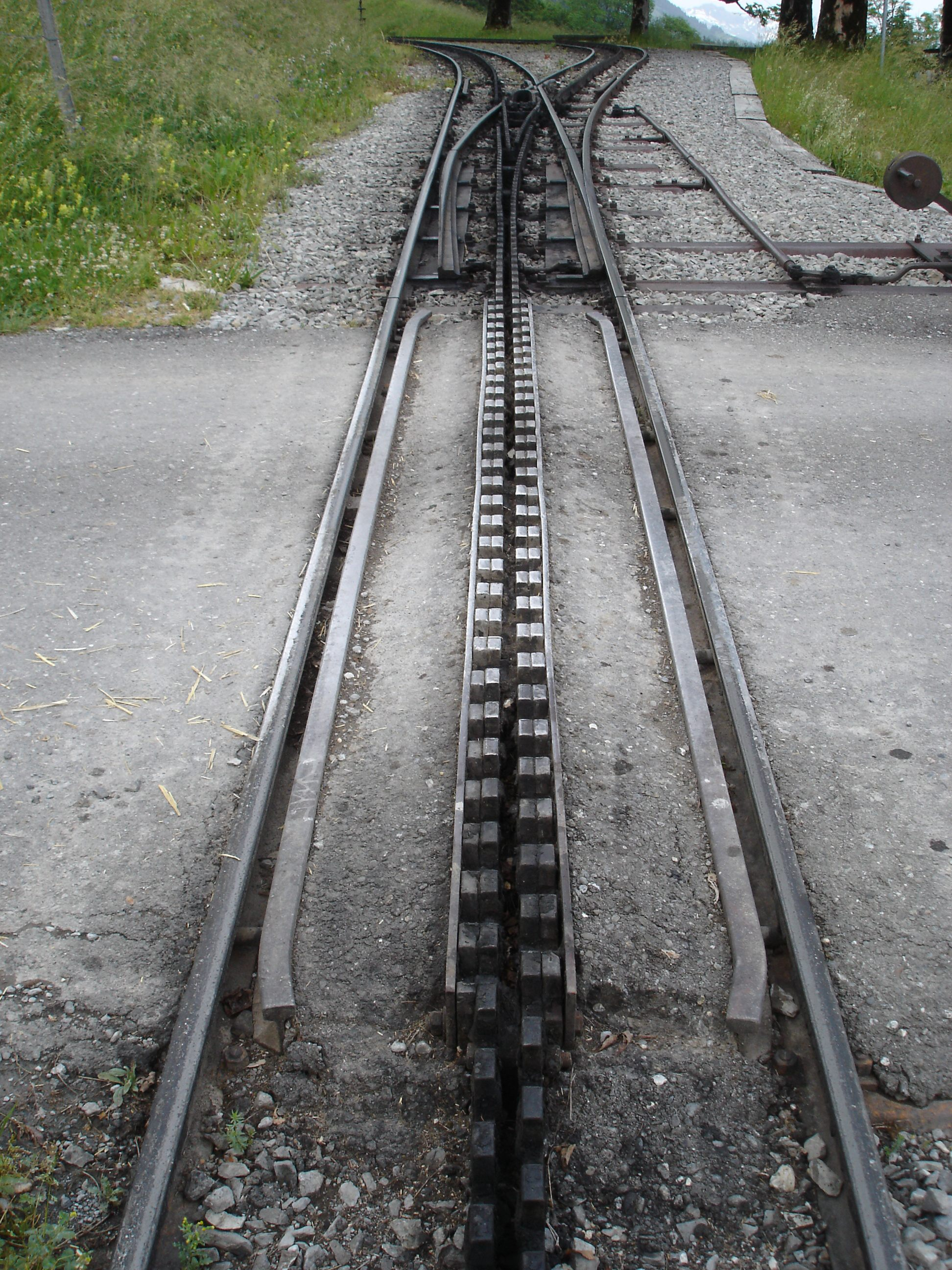
spoorovergang bij Geldried

Na het station komt de 119 meter lange Härdtunnel. De naam van deze tunnel geeft aan dat de tunnel niet uit de rots gehouwen werd, maar grotendeels door aarde (Härd) gaat. Na een kort stukje door het bos worden de Fluhtunnels bereikt. Deze hebben een totale lengte van 290 m. Ze hebben wel openingen zodat er een mooi uitzicht is op Brienz en het Meer van Brienz. Na de Fluhtunnels begint een naaldbos tot het volgende station Planalp op 1341 m. Hier tanken alle stoomlocomotieven water voor de rit naar de top. Vanaf Planalp voert het traject over alpenweiden omhoog naar het alpenzadel (laagte tussen twee verhogingen/heuvels/bergen) Mittlesten. In de winter van 1941/42 werd het enige belangwekkende ijzeren bouwwerk, de brug Kühmadbrücke, door een lawine weggevaagd. Tot 1962 werd in elke voorjaar op deze plaats een houten burg gemonteerd en in het najaar weer afgebroken. In dat jaar is er een aard- en steendam voor in de plaats gekomen, die minder gevoelig is voor de krachten van de natuur. Na de dam komt men op de Chüemad. Hier bevinden zich de 40 m lange Chüemadgalerie met direct daarop aansluitend de 92 m lange Chüemadtunnel. Kort daarna bereikt men de kruisplaats Ober Staffel (1819 m). Van hier uit maakt het spoortraject een lange bocht naar links langs de berg omhoog naar de 100 m lange Schönegggalerie. Daarna volgen de beide Schöneggtunnels met 37 en 133 m lengte. Kort na het verlaten van de laatste tunnel bereikt het spoor op 2244 m het eindstation Rothorn Kulm.

## Locomotieven
De locomotieven van de BRB zijn met één beginnend genummerd en stammen uit vier generaties:
- 1891/1892 stoomlocomotieven van de eerste generatie
- 1933/1936 krachtigere stoomlocomotieven van de tweede generatie
- 1973/1975 diesellocomotieven
- 1992/1996 oliegestookte stoomlocomotieven

| Nr.   | Aandrijving                     | Bouwjaar | Fabrikant    | Opmerkingen |
| ----- | ------------------------------- | -------- | ------------ | --- |
| 1(I)  | stoomlocomotief, kolen gestookt | 1891     | SLM 688      | H 2/3, 1940: beschadigde ketel, 1961: onderdelen bron, sloop                                                                                       |
| 1(II) | stoomlocomotief, kolen gestookt | 1891     | SLM 722      | H 2/3, ex tandradbaan Glion–Rochers-de-Naye (GN) 4, ex Monte Generoso-Bahn (MG) 7, niet in bedrijf, netjes weggezet in de BRB-remise               |
| 2     | stoomlocomotief, kolen gestookt | 1891     | SLM 689      | H 2/3, stoomlok van de "stoomworstenboemlers" en de exclusieve "Salon Rouge". In de winter van 2010/2011 was een grote revisie (R3) aan de machine |
| 3     | stoomlocomotief, kolen gestookt | 1892     | SLM 719      | H 2/3, niet in bedrijf, netjes in de buitenopslag wegegezet                                                                                        |
| 4     | stoomlocomotief, kolen gestookt | 1892     | SLM 720      | H 2/3, niet in bedrijf, netjes weggezet in de BRB-remise                                                                                           |
| 5     | stoomlocomotief, kolen gestookt | 1891     | SLM 690      | H 2/3, 1911 ex Wengernalpbahn 1, in Betrieb (Stand Juni 2012)                                                                                      |
| 6     | stoomlocomotief, kolen gestookt | 1933     | SLM 3567     | H 2/3 |
| 7     | stoomlocomotief, kolen gestookt | 1936     | SLM 3611     | H 2/3, op het moment niet in bedrijf, inzet samen met Nr. 6 gepland                                                                                |
| 8     | dieselhydrostatisch             | 1973     | Zelfbouw BRB | Hm 2/2, 1995 aan de Montreux-Glion-Rochers-de-Naye-Bahn (MGN) verkocht; daar als Nr. 4. 2015 door verkocht aan Ferrovia Monte Generoso.            |
| 9     | dieselhydrostatisch             | 1975     | Steck/MTU    | hoofdzakelijk voor materiaaltransporten, BRB-tractie aandeel in 1991: 70 % / 2009: 11.55 %                                                         |
| 10    | dieselhydrostatisch             | 1975     | Steck/MTU    | hoofdzakelijk voor materiaaltransporten, BRB-tractie aandeel in 1991: 70 % / 2009: 11.55 %                                                         |
| 11    | dieselhydrostatisch             | 1987     | Steck/MTU    | hoofdzakelijk voor materiaaltransporten, BRB-tractie aandeel in 1991: 70 % / 2009: 11.55 %                                                         |
| 12    | Stoomlok, olie gestookt         | 1992     | SLM 5456     | H 2/3 |
| 14    | Stoomlok, olie gestookt         | 1996     | SLM 5689     | H 2/3 |
| 15    | Stoomlok, olie gestookt         | 1996     | SLM 5690     | H 2/3 |
| 16    | Stoomlok, olie gestookt         | 1992     | SLM 5457     | H 2/3, 2005 van de Montreux-Glion-Rochers-de-Naye-Bahn (MGN) Bahn gekocht                                                                          |

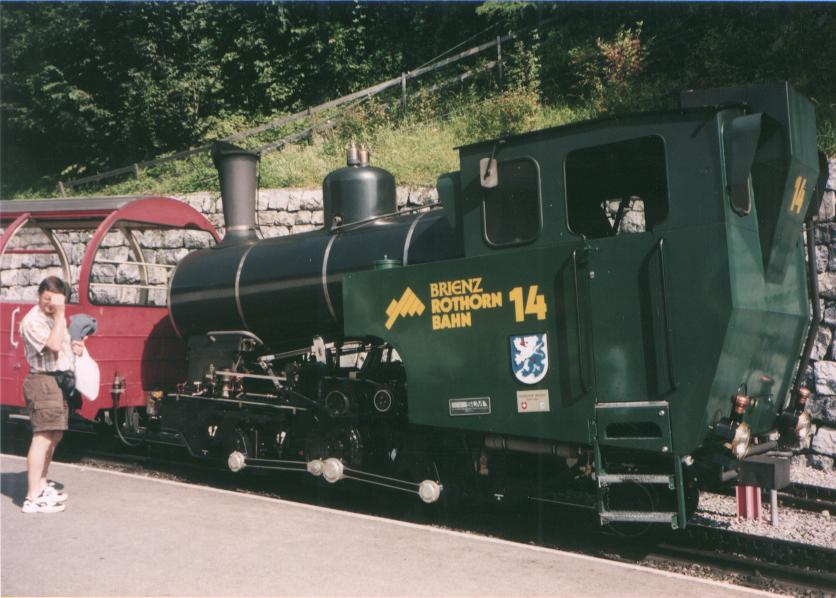
Oliegestookte stoomlocomotief H 2/3 Nr. 14

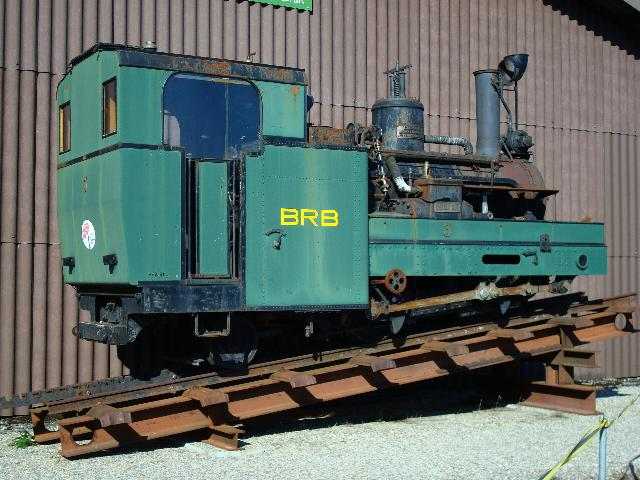
Stoomlocomotief H 2/3 nr. 3 op het bedrijfsterrein van de firma Steck in Bowil

Nummer 13 werd wegens de uitleg als ongeluksgetal niet gebruikt.
Het vervoer wordt hoofdzakelijk met de oliegestookte stoomlocomotieven uitgevoerd, omdat deze het meest economisch zijn in de bedrijfsvoering. Bij de kolengestookte locomotieven is er naast de machinist een stoker nodig; bij de oliegestookte stoomlocomotieven niet. Zoals de foto van het bord met technische gegevens bij het dalstation laat zien is voor een kolengestookte locomotief voor een bergrit 300 kg kolen benodigd en 2000 liter water. Het water kan op meerdere punten in het dal ingenomen worden. Dit gebeurt meestal op de drie tussenstops.
De moderne stoomtechniek met oliestook werd door de SLM ontwikkeld en wordt door de Dampflokomotiv- und Maschinenfabrik (DLM) doorontwikkeld en gebouwd. De techniek maakt de inzet van een stuurstandrijtuig mogelijk. De ketel is geïsoleerd en kan met een toegevoegd elektrisch voorverwarmingsapparaat onbeheerd op 10 bar keteldruk ingezet worden. De machine is daarmee in 10 minuten gebruiksklaar.

## Galerij

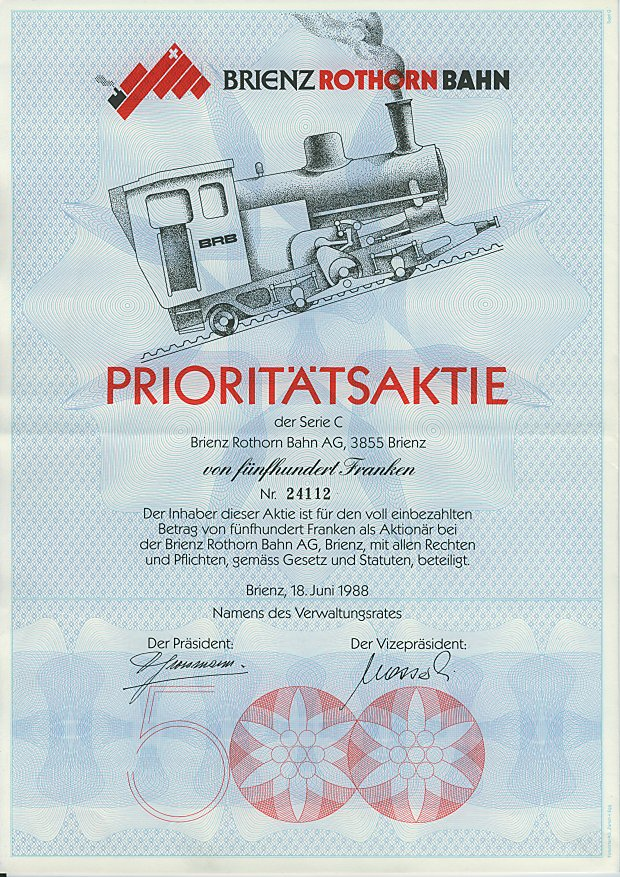
Aktie Serie C
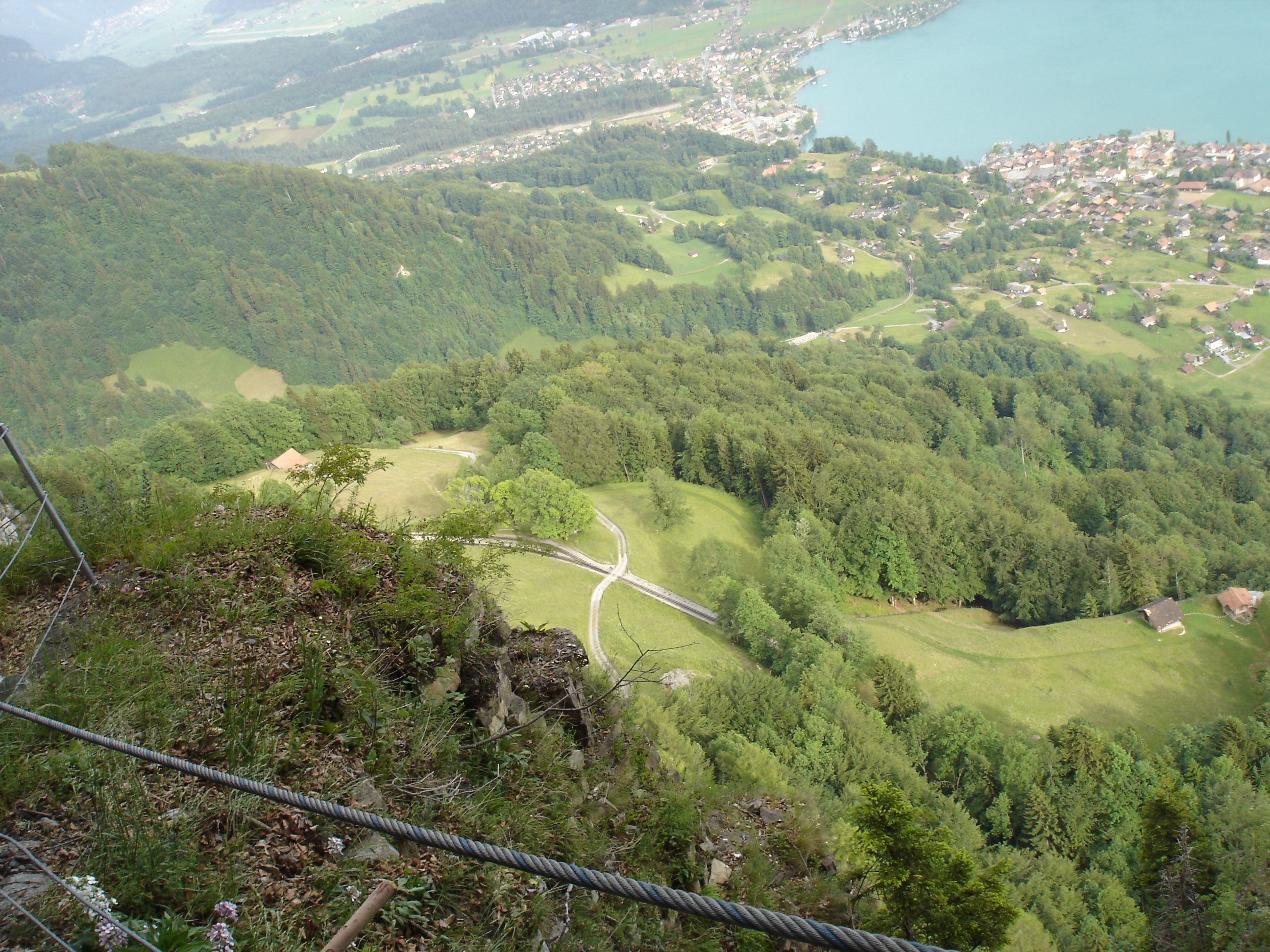
Uitzicht vanuit de Fluhtunnel
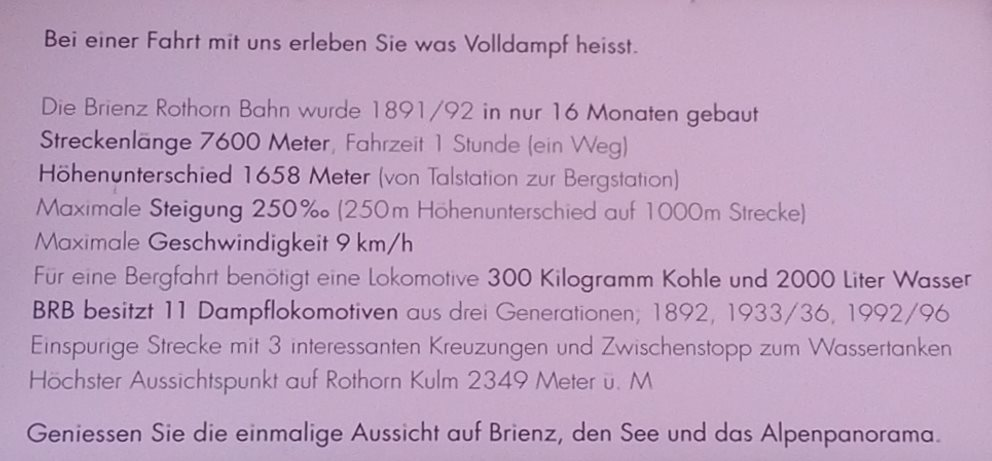
Technische gegevens van het spoor, gefotografeerd in het dalstation